# Давид Валлійський
Давид Валлійський, відомий також як Давид Меневійський або Святий Давид (валл. Dewi Sant ; лат. Davidus; прибл. 500 – c. 589) — валлійський єпископ Меневії (лат. Menevia, валл. Mynyw, сучасний Сент-Дейвідс, Уельс), що жив у VI столітті. Вважається святим покровителем Уельсу. Давид був уродженцем Уельсу і традиція зберегла відносно багато подробиць про його життя. Однак дата його народження невідома: припущення коливаються від 462 до 512 року. Традиційно вважається, що він є сином святого Нона та онуком Кередіга ап Кунедди, короля Кередіона. Валлійські літописи помістили його смерть через 569 років після народження Христа, але датування Філлімора змінило це на 601 рік.

## Агіографія

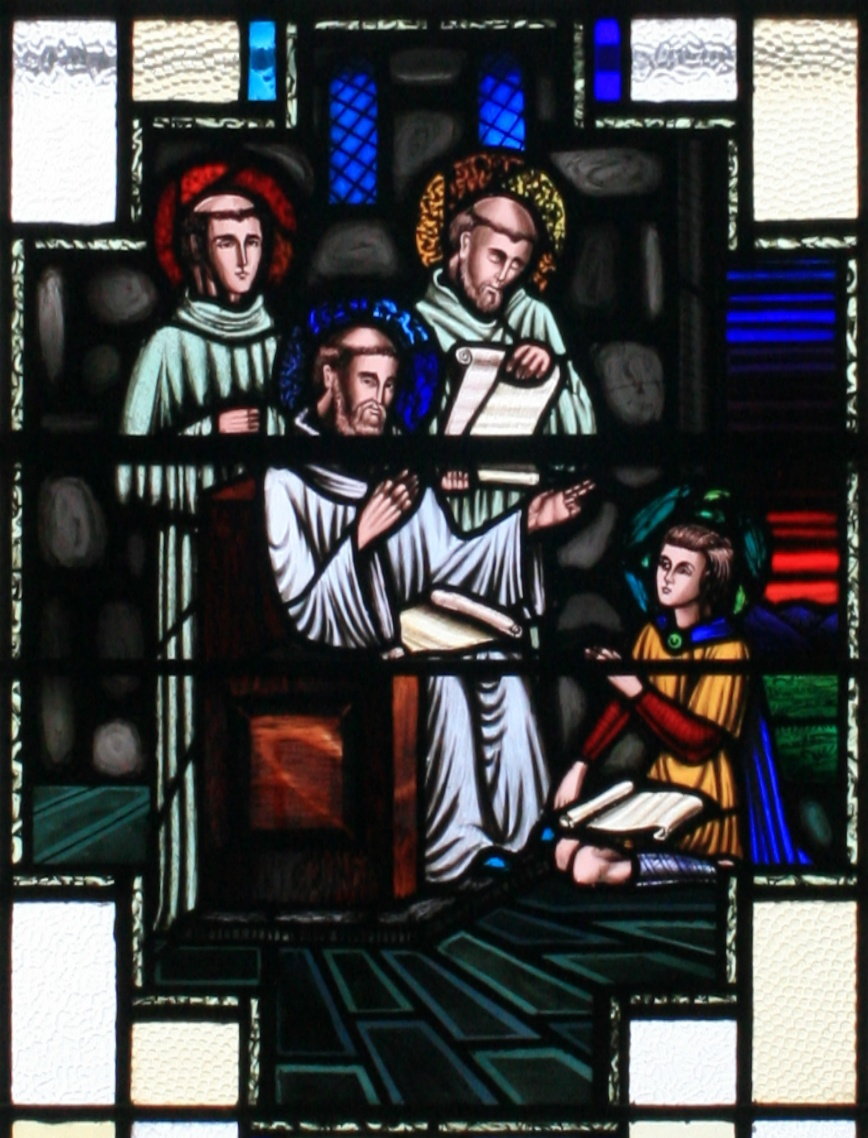
Святий Давид як вчитель фінської з Клонарда у вітражі, відновленому до його вигляду в 1181 році в Клонарді

Багато традиційних оповідей про Давида можна знайти в Buchedd Dewi («Життя Давида»), агіографії, написаній Ригифархом наприкінці XI століття. Ригифарх стверджував, що його твір ґрунтується на документах, знайдених в архівах собору. Сучасні історики скептично ставляться до деяких його тверджень: однією з цілей Ригіфарха було встановлення певної незалежності для валлійської церкви, яка відмовлялася від римського обряду до VIII століття і тепер прагнула отримати статусу митрополії, рівний Кентерберійському (це може стосуватися передбачуваного паломництва до Єрусалиму, де він, за переказами, був помазаний патріархом Єрусалима на архієпископа).
Не позбавлений підстав переказ про те, що він народився в Хенфінів (Ветус-Меневія) у Кередігіоні. Він прославився як учитель і проповідник, заснувавши монастирські поселення та церкви в Уельсі, Думнонії та Бретані. Собор Святого Давида стоїть на місці монастиря, який він заснував у долині Глін-Росин у Пембрукширі. Близько 550 року він був присутній на синоді в Брефі, де його красномовство в протистоянні пелагіанству змусило його співбратів-монахів обрати його примасом регіону. У цій якості він головував на Карлеонському Синоді («Синоді Перемоги») близько 569 року.

Кажуть, що його найвідоміше чудо сталося, коли він проповідував серед великого натовпу на Синоді в Брефі: село Лланддеві-Брефі стоїть на місці, де земля, на якій він стояв, за переказами, піднялася, утворивши невеликий пагорб. Білий голуб, який став його емблемою, оселився на його плечі. Джон Дейвіс зазначає, що навряд чи можна «уявити будь-яке диво, більш зайве» в цій частині Уельсу, ніж створення нового пагорба. Кажуть, що Давид засудив пелагіанство під час цього інциденту, і був проголошений архиєпископом за загальним визнанням, згідно з Ригифархом, що призвело до відставки Дубріція. Митрополичий статус Святого Давида, як архієпископства пізніше був підтриманий Бернардом, єпископом Святого Давида, Джеффрі Монмутським і Джеральдом Уельським.

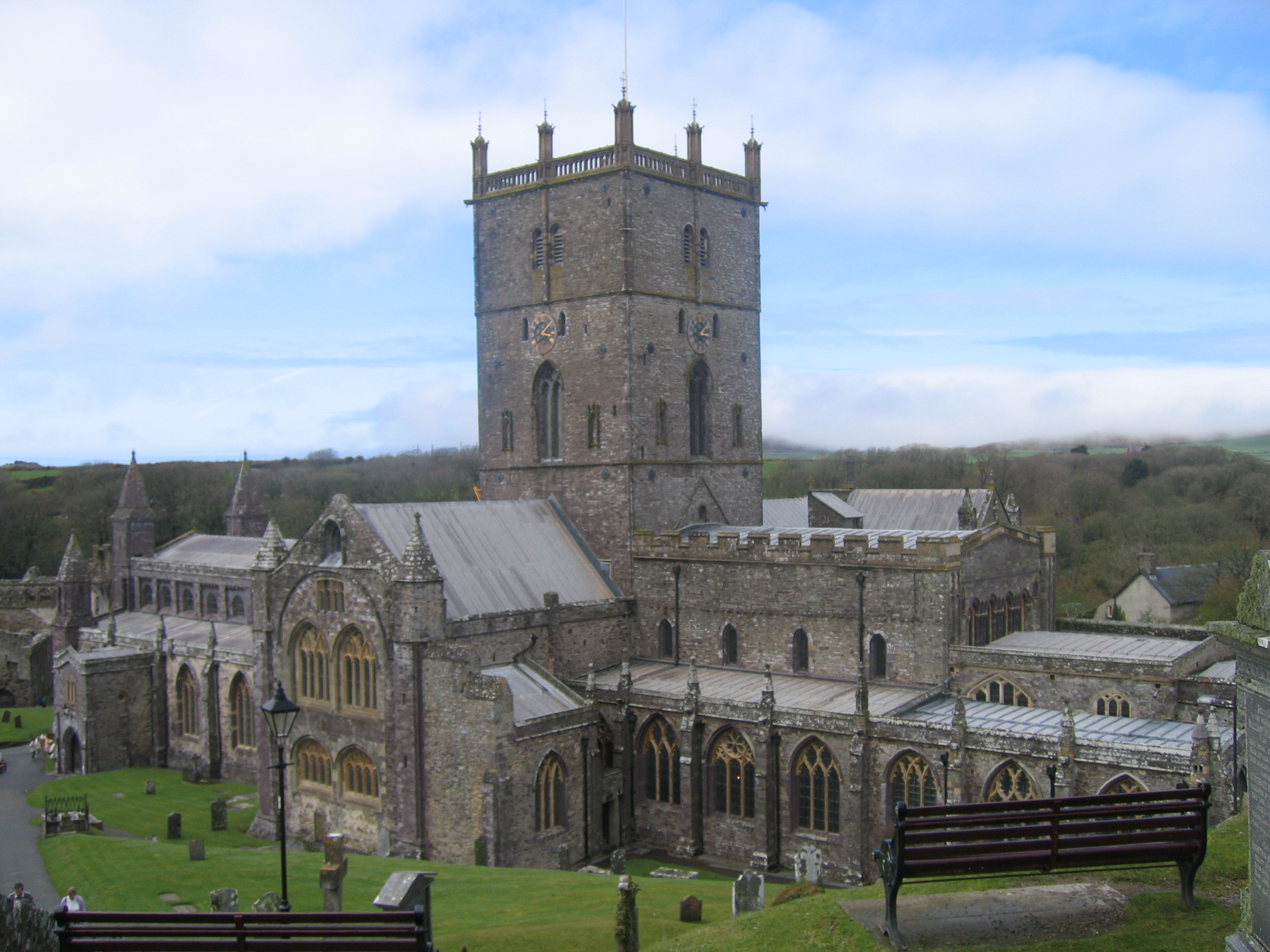
Собор Святого Давида, Сент-Девідс, Пембрукшир

Монастирське правило Давида приписувало ченцям тягнути плуг самим, без тяглової худоби, пити лише воду та їсти лише хліб із сіллю та зеленню. Вечори монахи проводили в молитві, читанні та письмі. Не дозволялося мати особисте майно: навіть сказати «моя книга» вважалося порушенням. Він жив простим життям і практикував аскетизм, навчаючи своїх послідовників утримуватися від вживання м'яса і пива. Його символом, а також символом Уельсу, є цибуля-порей (це надихає на згадку про нього в п'єсі Шекспір «Генріх V», акт V, сцена 1):
Флюеллен: «Якщо Ваша Величність пам'ятає, валлійці несли добру службу в саду, де ріс цибуля-порей, носили цибулю-порей на своїх монмутських шапках, як відомо Вашій Величності, до цього часу є почесною відзнакою служби, і я вірю, що Ваша Величність не погордує носити цибулю-порей в день святого Таві». Король Генріх: «Я ношу це для пам'ятної честі, бо я валлієць, як ви знаєте, добрий земляк».

### Підключення до Гластонбері
Рігіфарх зарахував абатство Гластонбері до церков, заснованих Давидом. Близько сорока років потому Вільям Мальмсберійський, вважаючи абатство старшим, стверджував,, що Девід відвідав Гластонбері лише для того, щоб повторно освятити абатство та пожертвувати подорожній вівтар, включаючи великий сапфір. Йому було видіння Ісуса, який сказав, що «Церква була освячена Ним давно на честь Його Матері, і не подобалося, щоб вона була повторно освячена руками людини». Тому Давид наказав побудувати прибудову до абатства на схід від старої церкви. (Розміри цього розширення, вказані Вільямом, були підтверджені археологами в 1921 році.) В одному з манускриптів вказується, що сапфіровий вівтар був серед речей, які Генріх VIII Англійський конфіскував з абатства під час розпуску монастирів тисячу років потому.

## Смерть

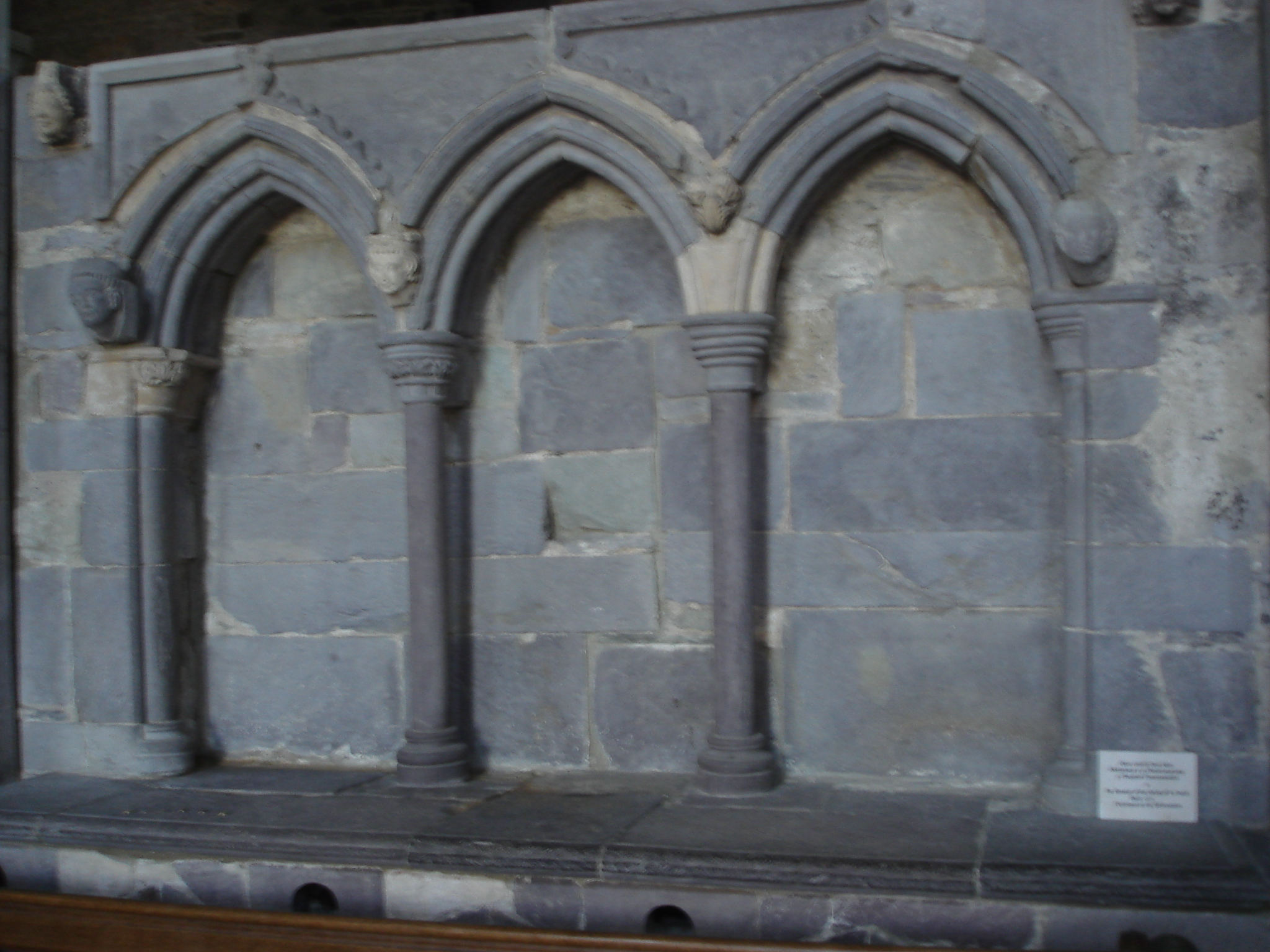
Храм святого Давида до реконструкції на початку ХХІ ст.

Хоча точна дата його смерті невідома, традиція стверджує, що це сталося 1 березня, що зараз відзначається як День Святого Давида. Два найпоширеніші роки його смерті — 601 і 589. Кажуть, що монастир був «наповнений ангелами, коли Христос прийняв свою душу». Його останні слова до своїх послідовників були виголошені у проповіді в попередню неділю. У валлійському Житії Святого Давида вони звучать так: "Arglwyddi, brodyr, a chwiorydd, Byddwch lawen a chadwch eich ffyd a'ch credd, a gwnewch y petheu bychain a glywsoch ac y welsoch gennyf i. A mwynhau a gerdaf y fford yd aeth an tadeu idi, що перекладається як: "Пани, брати й сестри, будьте радісні, і зберігайте свою віру та своє віросповідання, і робіть те мале, що ви бачили, як я робив і про що ви чули. А я буду йти дорогою, яку пройшли наші батьки до нас. «Роби малі речі в житті» («Gwnewch y pethau bychain mewn bywyd») сьогодні дуже відома фраза валлійською мовою. У цьому ж уривку зазначено, що він помер у вівторок, з чого робилися спроби вирахувати рік його смерті.
Девід був похований у соборі Святого Давида в Сент-Девідсі, Пембрукшир, де його святиня була популярним місцем паломництва протягом Середньовіччя. Протягом 10-11 століть на собор регулярно нападали вікінги, які виносили мощі з церкви та здирали з них прикраси з дорогоцінних металів. У 1275 році була побудована нова святиня, зруйнований фундамент якої зберігся до наших днів (див. фото), який спочатку був увінчаний декоративним дерев'яним навісом з фресками Давида, Патріка та Деніса. Мощі Давида і Юстиніана з острова Рамсі зберігалися в переносній скрині на кам'яному фундаменті святині. Саме до цієї святині приїжджав молитися Едуард I у 1284 році. Під час реформації єпископ Барлоу (1536–48), переконаний протестант, позбавив святиню коштовностей і конфіскував мощі Давида та Юстиніана.

## Шанування

Прапор Святого Давида

Давид був офіційно визнаний на Святому Престолі Папою Калікстом II у 1120 році завдяки праці Бернарда, єпископа Святого Давида. Музика для його Літургії годин була відредагована О. Т. Едвардсом у виданні «Утреня, Величання та Вечірня на День Святого Давида: Середньовічний кабінет валлійського святого покровителя в Національній бібліотеці Уельсу MS 20541 E» (Кембридж, 1990). Давид також був канонізований Східною Православною Церквою (дата невідома).
У дореформаційний час йому було присвячено понад 50 церков у Південному Уельсі.
У виданні Римського мартиролога 2004 року Давид внесений до списку під 1 березня з латинським ім'ям Dávus. Він визнаний єпископом Меневії в Уельсі, який керував своїм монастирем за прикладом східних отців. Під його керівництвом багато монахів пішли євангелізувати Уельс, Ірландію, Корнуолл і Арморіку (Бретань і прилеглі провінції).
Відновлений храм Святого Давида був відкритий та переосвячений Преосвященним Він Евансом, єпископом Святого Давида, під час хорової Євхаристії у День святого Давида у 2012 році.
У баладі, опублікованій близько 1630 року, стверджується, що валлійці носили цибулю-порей у своїх капелюхах на згадку про битву, яка відбулася в День Святого Давида. Аби відрізнити друга від ворога, валлійці зірвали в саду цибулю-порей і поклали її в капелюхи, перш ніж піти на перемогу в битві.
Святого Давида зазвичай зображують стоячим на пагорбі з голубом на плечі.
Девіда пам'ятають в англіканській церкві Малим святом та у літургічному календарі єпископальної церкви 1 березня.

## Репутація

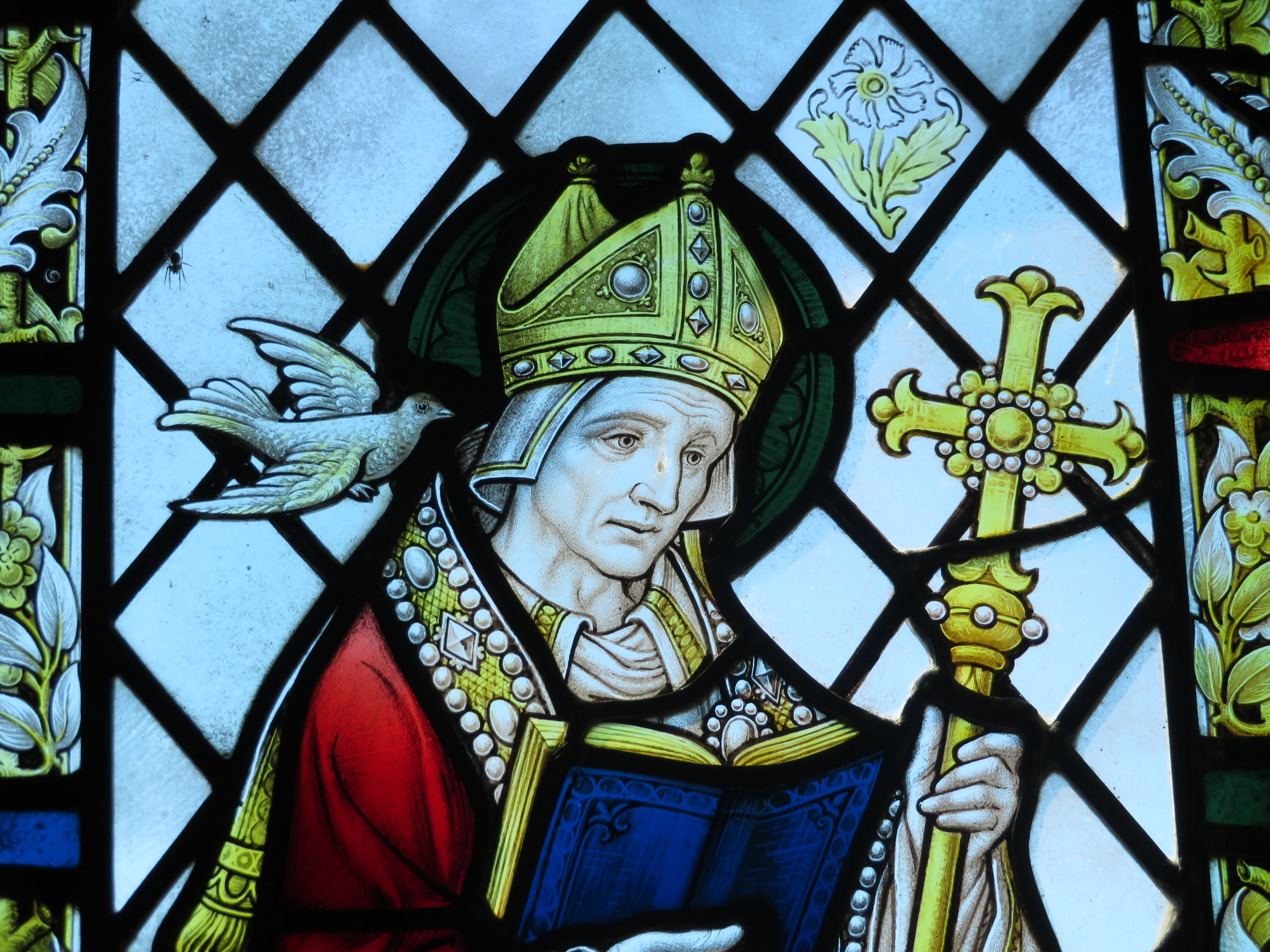
Вітраж у каплиці Святого Нона, Сент-Дейвідс

Про популярність Давида в Уельсі свідчить популярний вірш Armes Prydein (приблизно 930 року), в якому передбачалося, що в майбутньому, коли все може здаватися втраченим, Кімрі (валлійці) об'єднаються під прапором Давида, щоб перемогти англійців; «A lluman glân Dewi a ddyrchafant» («І піднімуть чистий прапор Деві»).
Вважається, що Давид відіграв важливу роль у поширенні християнства на континенті, надихнувши численні топоніми в Бретані, включаючи Сен-Діві, Сен-Іві та Ландіві.
Життя та вчення Девіда надихнули валлійського композитора Карла Дженкінса на створення хорового твору Деві Сент. Це семичастинний твір, найбільш відомий за класичною серією кросоверів Adiemus, в якому перемежовуються частини, що зображають теми останньої проповіді Давида, з тими, що взяті з трьох псалмів. Ораторія іншого валлійського композитора Арвела Хьюза під назвою Dewi Sant була написана у 1950 році.
Вважається, що святий Давид також асоціюється з трупними свічками, вогнями, які попереджають про неминучу смерть члена громади. За переказами, Давид молився, щоб його народ отримав якесь попередження про свою смерть, щоб він міг підготуватися до неї. У видінні бажання Давида було виконано, і сказано, що відтепер люди, які живуть на землі Деві Сант (Святого Давида), «будуть попереджатися тьмяним світлом таємничих конусів, коли й де можна очікувати смерті». Колір і розмір конусів вказував на те, хто помре — жінка, чоловік чи дитина.

### Подальше читання
- Morgan, Gerald, In Pursuit of Saint David. Y Lola Cyf., 2017. ISBN 978 1 78461 3723